# Nove
O nove (9) (em grego clássico: ἐννέα; em latim: nove) é o número natural que segue o oito e precede o dez.
O 9 é um número composto, que tem os seguintes fatores próprios: 1 e 3.[carece de fontes?] Seu único fator primo é 3. Como a soma dos seus factores é menor que ele mesmo, trata-se de um número defectivo (em latim, Numerus diminutivus).
O 9 é o quadrado de 3. Seu quadrado perfeito antecessor é o 4, o sucessor é o 16.
O 9 é usado na prova dos noves, uma forma de verificar erros nas operações de soma, subtração, multiplicação e divisão, realizadas com números escritos na base decimal.

## Biologia
- Normalmente, são grandes nove meses que duram a gravidez humana.[nota 1]

## Cultura
- Nona arte
- Nona Sinfonia de Beethoven
- Bola 9
- Revolution 9

## História
- Em Roma, os meninos recebiam seu nome no nono dia.[5]
- Nona Cruzada

## Matemática
- Eneagrama
- Eneágono
- Eneaedro
- 0,999...